# Lassie

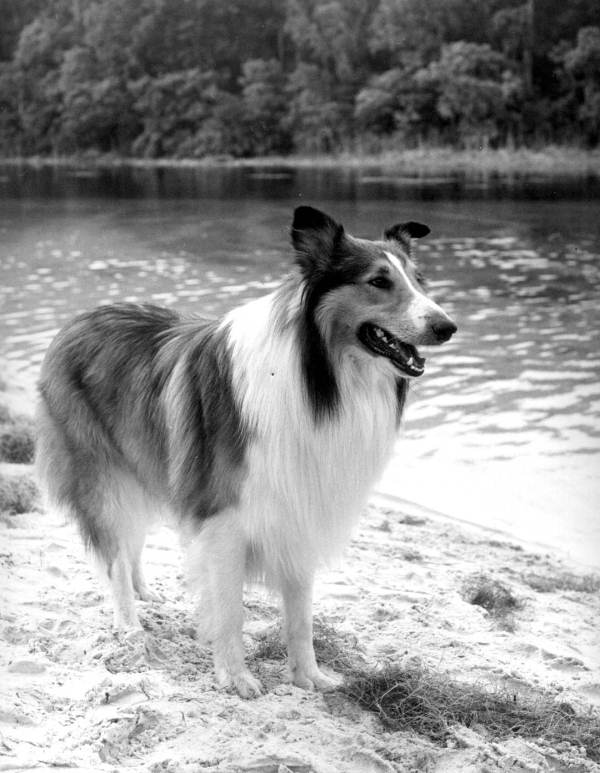
Pies grający rolę Lassie w serialu telewizyjnym; 1965 rok

Lassie – fikcyjny pies (suka) rasy owczarek szkocki (collie). Postać została stworzona przez amerykańskiego pisarza Erica Knighta, który opisał jej przygody w powieści Lassie, wróć! (1940) powstałej na podstawie noweli tego samego autora wydanej w 1938 roku.

## Historia postaci
Lassie jest psem należącym do mieszkającej w małym ubogim miasteczku rodziny górniczej. Kiedy w mieście wzrasta bezrobocie, a ojciec traci pracę i sytuacja materialna rodziny się pogarsza, suka, mimo protestów małego chłopca Joe, zostaje sprzedana i wywieziona do nowego pana, który mieszka w górach, kilkaset kilometrów od poprzedniego domu Lassie. Suka jednak już wkrótce ucieka i podejmuje się mozolnej drogi do domu.

## W kulturze popularnej
Pierwszy z filmów o Lassie ukazał się w 1943 roku i od tamtej pory nakręcono kilkanaście filmów z jej udziałem. Problemem był fakt, iż pierwsza suka, odgrywająca tę rolę, miała charakterystyczną białą łatę na czole, przez co ciężko było znaleźć psa, który by ją przypominał. Zazwyczaj zaradzano temu, domalowując białe plamy na czołach kolejnych psów występujących w roli Lassie.
Filmy z udziałem Lassie:
- Lassie, wróć! (1943)
- Syn Lassie (1945)
- Odwaga Lassie (1946)
- Hills of Home (1948)
- The Sun Comes Up (1949)
- Challenge to Lassie (1949)
- Lassie z Malowanych Wzgórz (1951)
- Lassie's Great Adventure (1963)
- The Magic of Lassie (1978)
- Lassie (1994)
- Lassie (2005)
- Lassie, wróć! (2020)

Nakręcono również 7 seriali telewizyjnych, 2 serie audycji radiowych o psie, oraz napisano 61 książek z udziałem Lassie. Pies ma własną gwiazdę w Hollywood Walk of Fame.